# Edward Percy Stebbing
Edward Percy Stebbing FRGS, FZS ( 4 de enero de 1872– 21 de marzo de 1960) fue un naturalista, pionero entomólogo de bosques, y silvicultor inglés, y en la India. Fue uno de los primeros en advertir de la desertificación y desecación ; escribiendo sobre "The encroaching Sahara" (La invasión del Sahara).
En 1935, escribió 

"el desierto, cuyo poder es incalculable, y cuyo silencio y casi invisible enfoque debe ser difícil de estimar."

 Sugirió que se trataba de un hecho por el humano, y eso llevó a una misión forestal conjunta anglo-francesa, desde diciembre de 1936 a febrero de 1937 , recorriendo el norte de Nigeria y el Níger para evaluar el peligro de la desertificación.

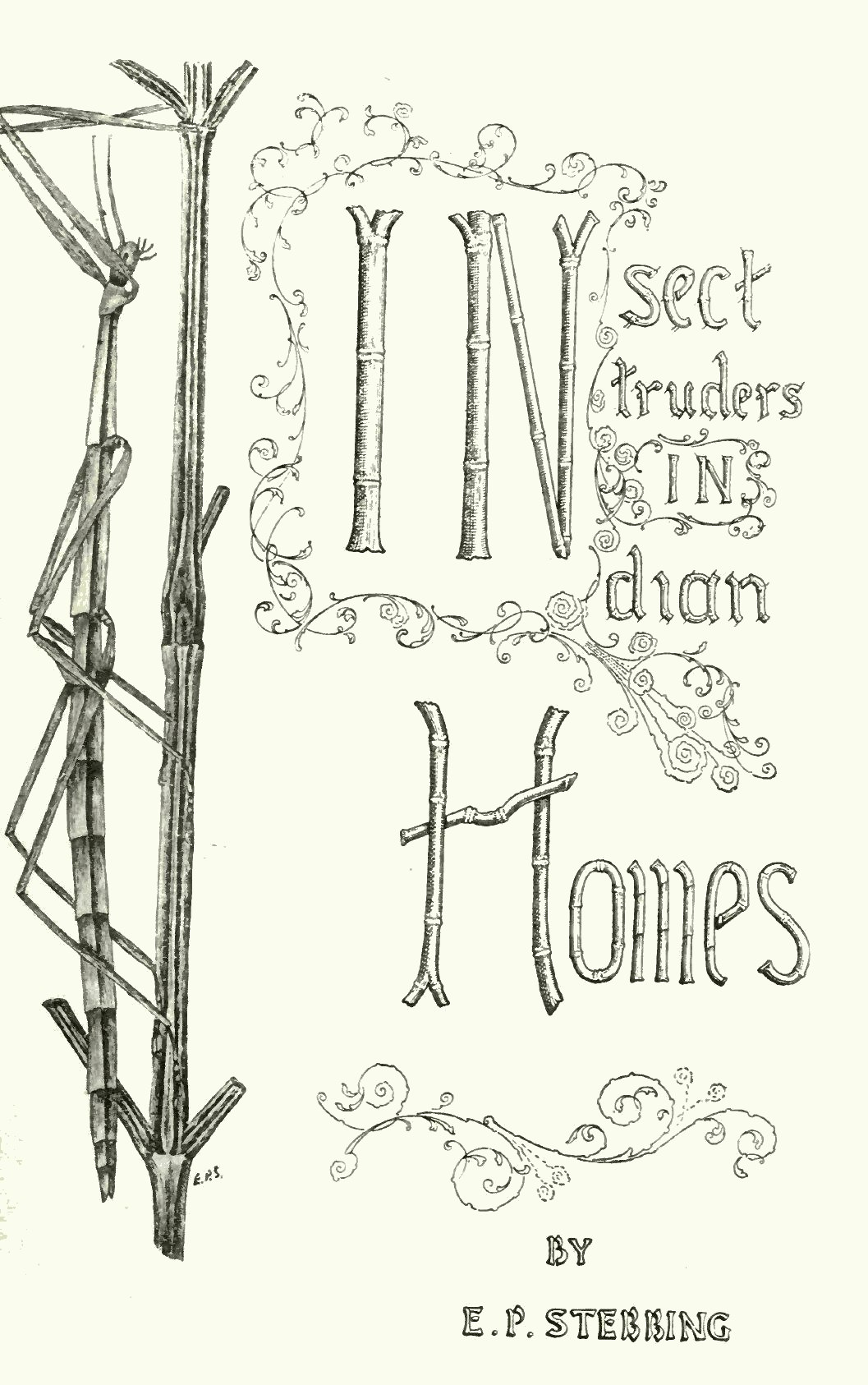
Cubierta de libro dibujado por Stebbing

## Algunas publicaciones

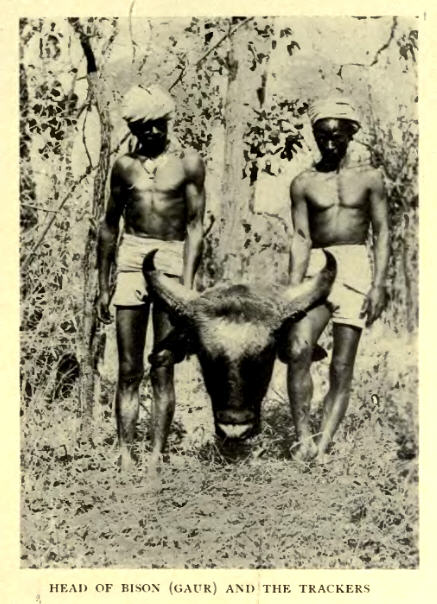
Trofeo de caza, y dos seguidores

- Departmental notes on insects that affect forestry, Nº 2. 1902. Ed. Office of the Supt. of Govt. Print. 469 pp.

- A manual of elementary forest zoology for India. 1908. Ed. Superintendent Government Printing, India. 229 pp.

- Insect intruders in Indian homes. 1909 online

- Stalks in the Himalayas. 1911 (New York Times review

- Jungle By-ways in India. 1911 online. 307 pp.

- Indian forest insects of economic importance. Coleoptera. 1914 online, 648 pp. Reeditó General Books LLC, 2010. ISBN 1-153-38685-2

- British Forestry. 1916 online. Reimpreso por BiblioLife, 2010, 324 pp. ISBN 1-175-06267-7

- At the Serbian front in Macedonia. 1917. Ed. J. Lane. 245 pp. Reeditó Nabu Press, 2010. 328 pp. ISBN 1-147-21490-5

- From Czar to Bolshevik. 1918 online. 322 pp.

- The diary of a sportsman naturalist in India. 1920. Ed. John Lane. 298 pp.

- The Forests of India. 1922. 3 vols. 485 pp.

- The forestry question in Great Britain. 1928. 217 pp.

- The forests of West Africa and the Sahara: a Study of Modern Conditions. Ed. W. & R. Chambers, Ltd. Londres & Edimburgo, 1937. 245 pp.

- Africa and its intermittent rainfall: the rôle of the savannah forest ... 1938. 32 pp.
- La abreviatura «Stebbing» se emplea para indicar a Edward Percy Stebbing como autoridad en la descripción y clasificación científica de los vegetales.[3]